# Gillespie, Illinois
Gillespie är en ort i Macoupin County i Illinois. Vid 2010 års folkräkning hade Gillespie 3 319 invånare.

## Kända personer från Gillespie
- Howard Keel, skådespelare